# Košúty
Košúty (Hongaars: Nemeskosút) is een Slowaakse gemeente in de regio Trnava, en maakt deel uit van het district Galanta.
Košúty telt 1.522 inwoners. Tijdens de volkstelling van 2011 waren de etnische Hongaren nipt in de meerderheid.